# Roll with It (album Steve Winwood)
| Recensione    | Giudizio |
| ------------- | -------- |
| AllMusic      | [ 1 ]    |
| Rolling Stone | [ 2 ]    |

Roll with It è il quinto album solista dell'artista soul bianco Steve Winwood che sale in vetta alle classifiche statunitensi, vendendo oltre tre milioni di copie. Anche il brano omonimo estratto dall'album sale in vetta alle classifiche, così come hanno successo gli altri singoli estratti dall'album: Holding On e Don't You Know What the Night Can Do?. Quest'ultima canzone è stata scritta da Winwood per la campagna pubblicitaria di Michelob la quale inizia ad andare in onda nella televisione americana il giorno stesso dell'uscita dell'album negli Stati Uniti. Due brani tratti da Roll With It: Hearts on Fire' e Put on Your Dancing Shoes raggiungono un successo radiofonico.

## Brani
Tutte le canzoni sono state scritte da Steve Winwood e Will Jennings, tranne laddove diversamente specificato fra parentesi.
1. Roll with It (Winwood, Jennings, Holland-Dozier-Holland) – 5:20
2. Holding On – 6:15
3. The Morning Side – 5:14
4. Put on Your Dancing Shoes – 5:11
5. Don't You Know What the Night Can Do? – 6:54
6. Hearts on Fire (Winwood, Jim Capaldi) – 5:15
7. One More Morning – 4:58
8. Shining Song – 5:28

## Premiazione
1988 Grammy Awards, Best Engineered Album, Non Classical

## Musicisti e personale
- Steve Winwood - basso, chitarra, piano, batteria, tastiera, organo Hammond, sintetizzatore Moog, programmazione, produttore
- Paul Pesco - chitarra
- Robbie Kilgore - tastiere
- Mike Lawler - tastiere
- John "J.R." Robinson - batteria
- Jimmy Bralower - percussioni, drum machine
- Bashiri Johnson - percussioni
- Andrew Love - sax tenore
- Wayne Jackson - Trombone, tromba
- The Memphis Horns - arrangiamenti fiati
- Mark Williamson - corista
- Tessa Niles - corista
- Tom Lord-Alge - tamburello, produttore, fonico, missaggio
- Jeff Lord-Alge - assistente fonico
- Jeffrey Kent Ayeroff - direttore artistico
- Lee Charteris - coordinazione alla produzione
- Jon Clarke - produttore esecutivo
- Mick Haggerty - direzione artistica, design
- Ted Jensen - masterizzazione
- Mary Kettle - assistente fonico
- Herb Ritts - fotografia
- Paul Shubat - assistente fonico

## Classifiche
Album
| Anno | Classificazione        | Posizione |
| ---- | ---------------------- | --------- |
| 1988 | The Billboard 200      | 1         |
| 1988 | Top R&B/Hip-Hop Albums | 93        |

Singles
| Anno | Singolo                               | Classifica                         | Posizione |
| ---- | ------------------------------------- | ---------------------------------- | --------- |
| 1988 | Roll With It                          | Billboard Hot 100                  | 1         |
| 1988 | Roll With It                          | Mainstream Rock Tracks             | 1         |
| 1988 | Roll With It                          | Adult Contemporary                 | 1         |
| 1988 | Roll With It                          | Hot Dance Music/Club Play          | 21        |
| 1988 | Roll With It                          | Hot Dance Music/Maxi-Singles Sales | 2         |
| 1988 | Roll With It                          | Hot R&B/Hip-Hop Singles & Tracks   | 30        |
| 1988 | Put on Your Dancing Shoes             | Mainstream Rock Tracks             | 25        |
| 1988 | Don't You Know What the Night Can Do? | Mainstream Rock Tracks             | 1         |
| 1988 | Don't You Know What the Night Can Do? | Billboard Hot 100                  | 6         |
| 1988 | t You Know What the Night Can Do?     | Adult Contemporary                 | 2         |
| 1989 | Holding On                            | Adult Contemporary                 | 1         |
| 1989 | Holding On                            | Mainstream Rock Tracks             | 2         |
| 1989 | Holding On                            | Billboard Hot 100                  | 11        |
| 1989 | Hearts on Fire                        | Adult Contemporary                 | 22        |
| 1989 | Hearts on Fire                        | Mainstream Rock Tracks             | 22        |
| 1989 | Hearts on Fire                        | Billboard Hot 100                  | 53        |